# Valeria Cappellotto
Valeria Cappellotto (Noventa Vicentina, Província de Vicenza, 28 de gener de 1970 - Marano Vicentino, 17 de setembre de 2015) va ser una ciclista italiana. Del seu palmarès destaca el Campionat nacional en ruta de 1999. Va participar en dues edicions dels Jocs Olímpics.
Era germana de la també ciclista Alessandra Cappellotto.

## Palmarès
- 1995
  - 1a al Trofeu Alfredo Binda-Comune di Cittiglio
- 1996
  - 1a al Trofeu Alfredo Binda-Comune di Cittiglio
  - Vencedor d'una etapa al Giro de Sicília
- 1997
  - Vencedora de 2 etapes a l'Emakumeen Euskal Bira
  - Vencedora d'una etapa al Giro d'Itàlia
  - Vencedora de 2 etapes al Tour ciclista femení
- 1998
  - 1a al Giro de Toscana-Memorial Michela Fanini
- 1999
  -  Campiona d'Itàlia en ruta